# Szabó József (labdarúgó, 1948)
Szabó József (Budapest, 1948. augusztus 15. –) magyar labdarúgó, nemzeti labdarúgó-játékvezető.

## Pályafutása

### Labdarúgóként
A Debreceni MVSC-ben a kapus poszton szerepelt.

### Labdarúgó-játékvezetőként

#### Nemzeti játékvezetés
1984-ben lett az országos, NB II-es játékvezetői keret tagja.